# 列比亚日耶 (列比亚日耶区)
列比亚日耶（羅馬化：Lebyazhʹye）是俄罗斯库尔干州的市级镇、列比亚日耶区行政中心，地处库尔干州东部，在州府库尔干东南方。镇内设有铁路车站西伯利亚列比亚日亚（Лебяжья-Сибирская）站，建于1894年。
1945年设市级镇。该地2021年人口有5,425人；2010年人口6,452；2002年人口6,891；1989年人口8,039。